# Brudgemaket

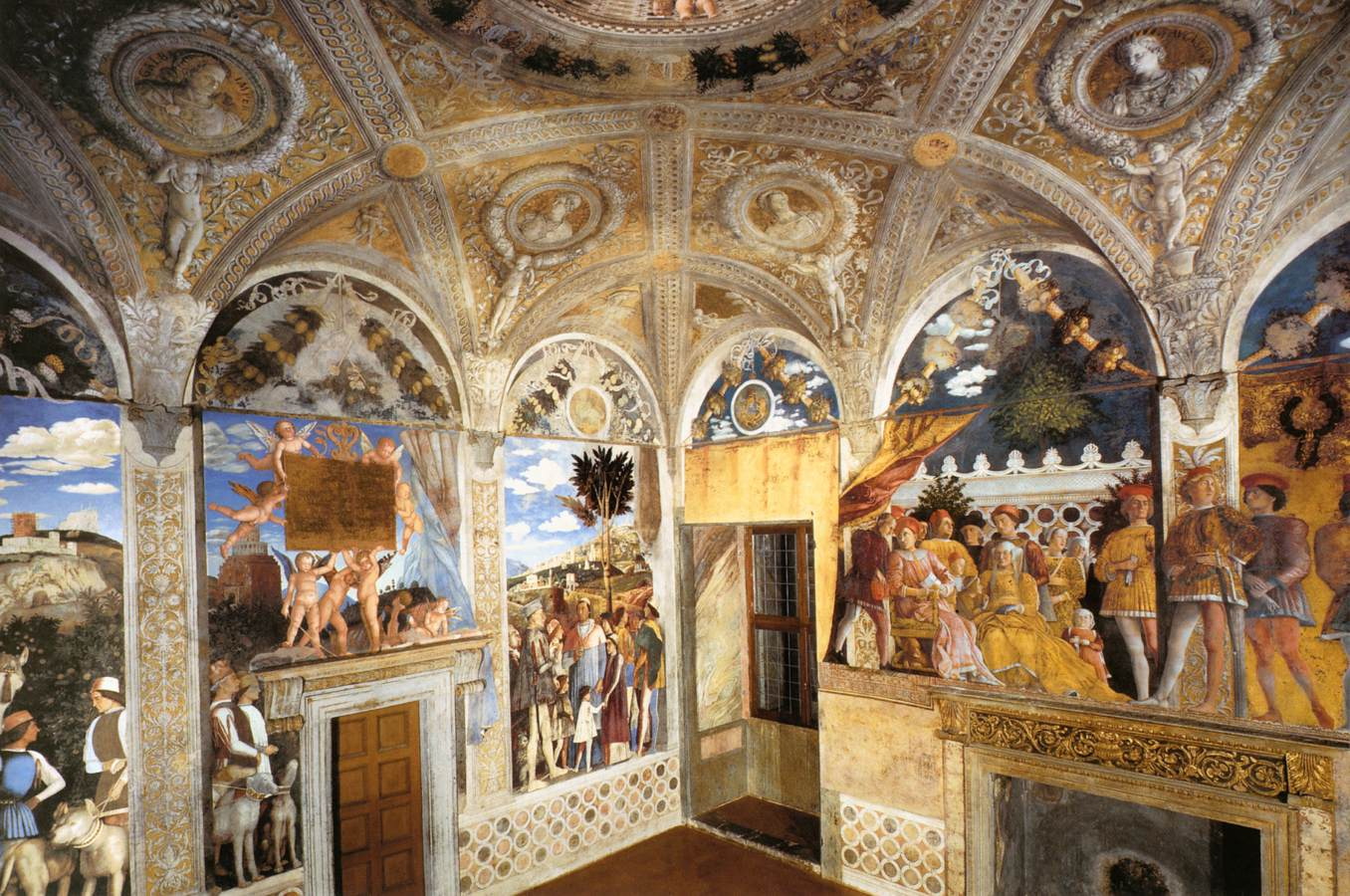
Brudgemaket i Palazzo Ducale i Mantua.

Brudgemaket (italienska: Camera degli Sposi) är ett rum i Castello di San Giorgio som är en del av Palazzo Ducale i Mantua i norra Italien. Det är känt för sina fresker som utfördes cirka 1473–1474 av den italienske renässanskonstnären Andrea Mantegna.   
Castello di San Giorgio uppfördes 1395–1406 av Francesco I Gonzaga och hans arkitekt Bartolino da Novara. Under sonsonen Ludovico III Gonzaga och arkitekten Luca Fancelli fortsatte bygget och 1460 engagerades Mantegna. 
Mantegnas främsta färdighet var hans användning av illusionistiska perspektiv (jämför trompe l'œil), både vad gäller förgrunden och det bakomliggande landskapet. Det främsta exemplet är freskerna i Brudgemaket som han målade 1473–1474. Det är en klassisk freskensemble med samverkande antikiserande och illusionistiska drag samt en valvdekor som blev inledningen till det klassiska plafondmåleriet.
Bilderna skildrar hur Ludovico Gonzaga, hans familj och förnäma gäster (till exempel Kristian I av Danmark) småpratar, skvallrar och lyssnar på musik i ett tidigt exempel på ett så kallat konversationsstycke; några ögonblick ur familjens bekymmerslösa tillvaro har fångats på väggarna till eftervärldens beundran. Personerna står på den höga golvsockeln och är på en gång närvarande i rummet och ute i landskapet, som välver sig utåt. Det är ett symboliskt landskap översållat med antika ruiner och skulpturer, en påminnelse om romerska rikets storhet, som den tidens härskare ansåg sig vara arvtagare till. Målningarna bildar en helhet som framhävs av den illusionistiska takmålningen som tycks öppna sig mot himmelen. Takmålningen har som centralmotiv arkitektur och figurer sett underifrån i stark förkortning (så kallad sotto in sù), ett tidigt exempel på illusionsmåleri som blev utbrett under renässansen och inspirerade såväl Rafael och Correggio som senare barockmålare.

## Bildgalleri

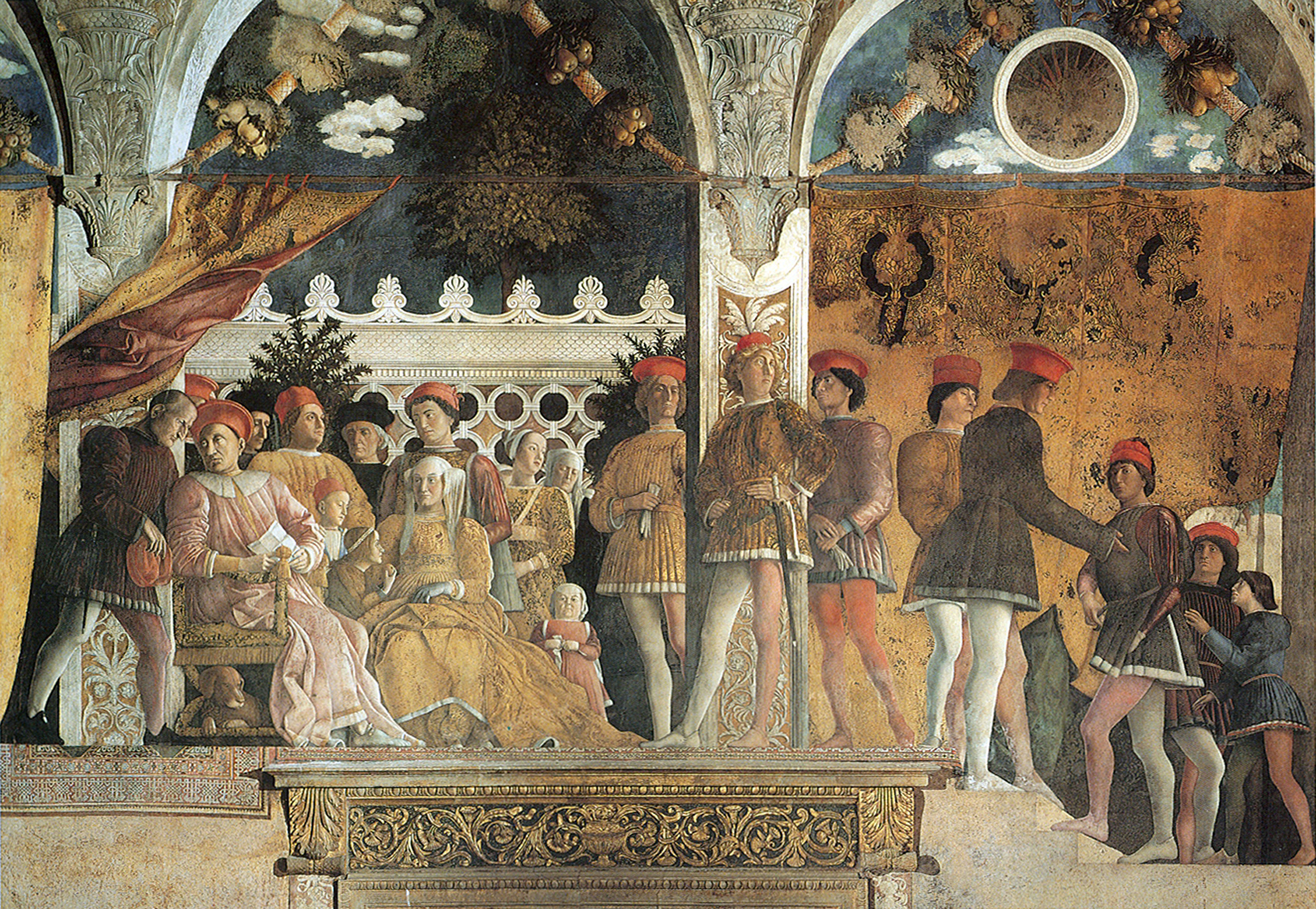
Bilderna skildrar hur Lodovico Gonzaga, hans familj och förnäma gäster småpratar, skvallrar och lyssnar på musik.
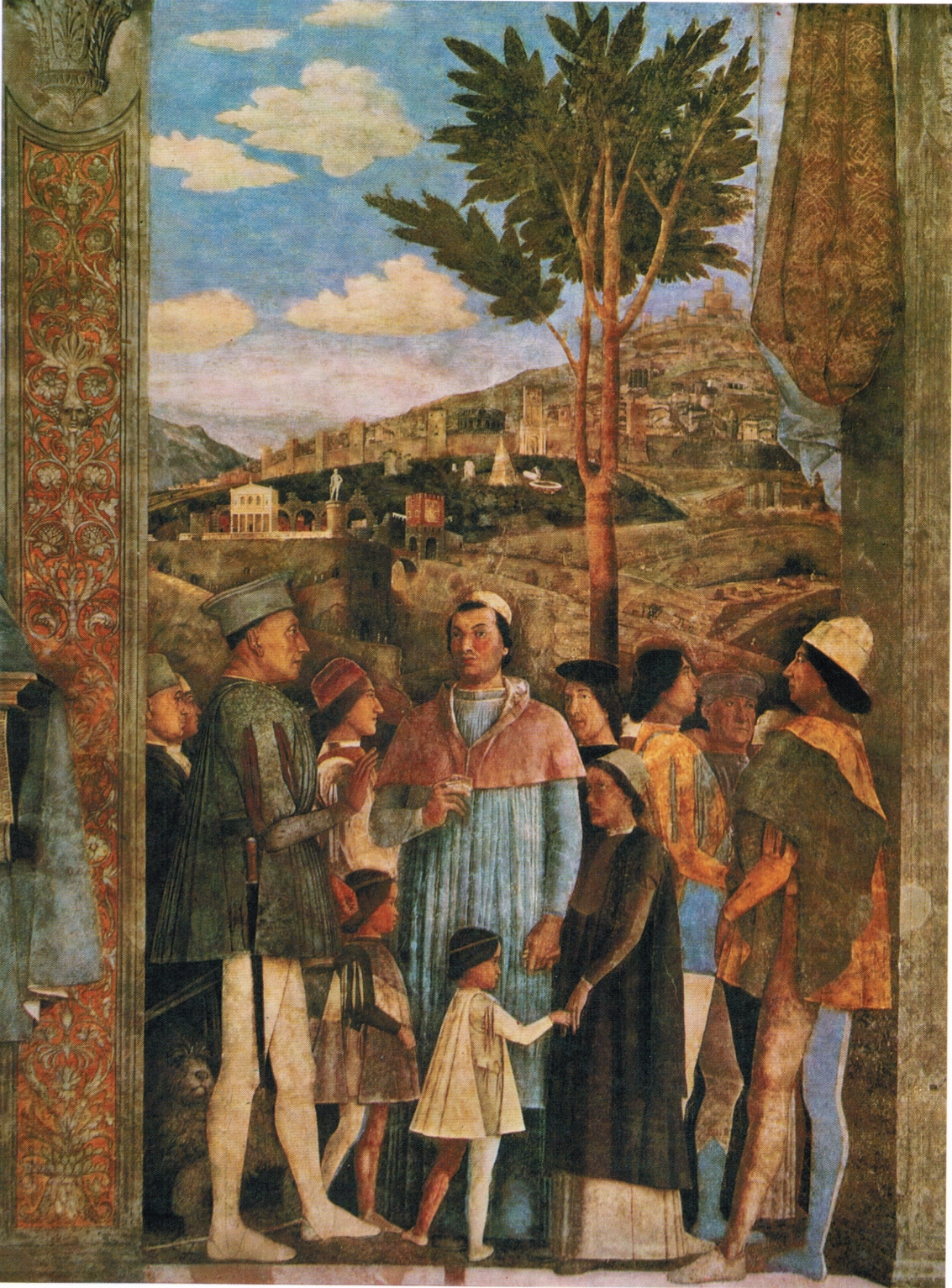
Ludovico II Gonzaga möter sin son kardinalen Francesco Gonzaga.
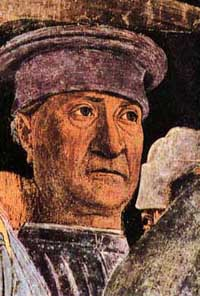
Kristian I av Danmark är avbildad av Mantegna.
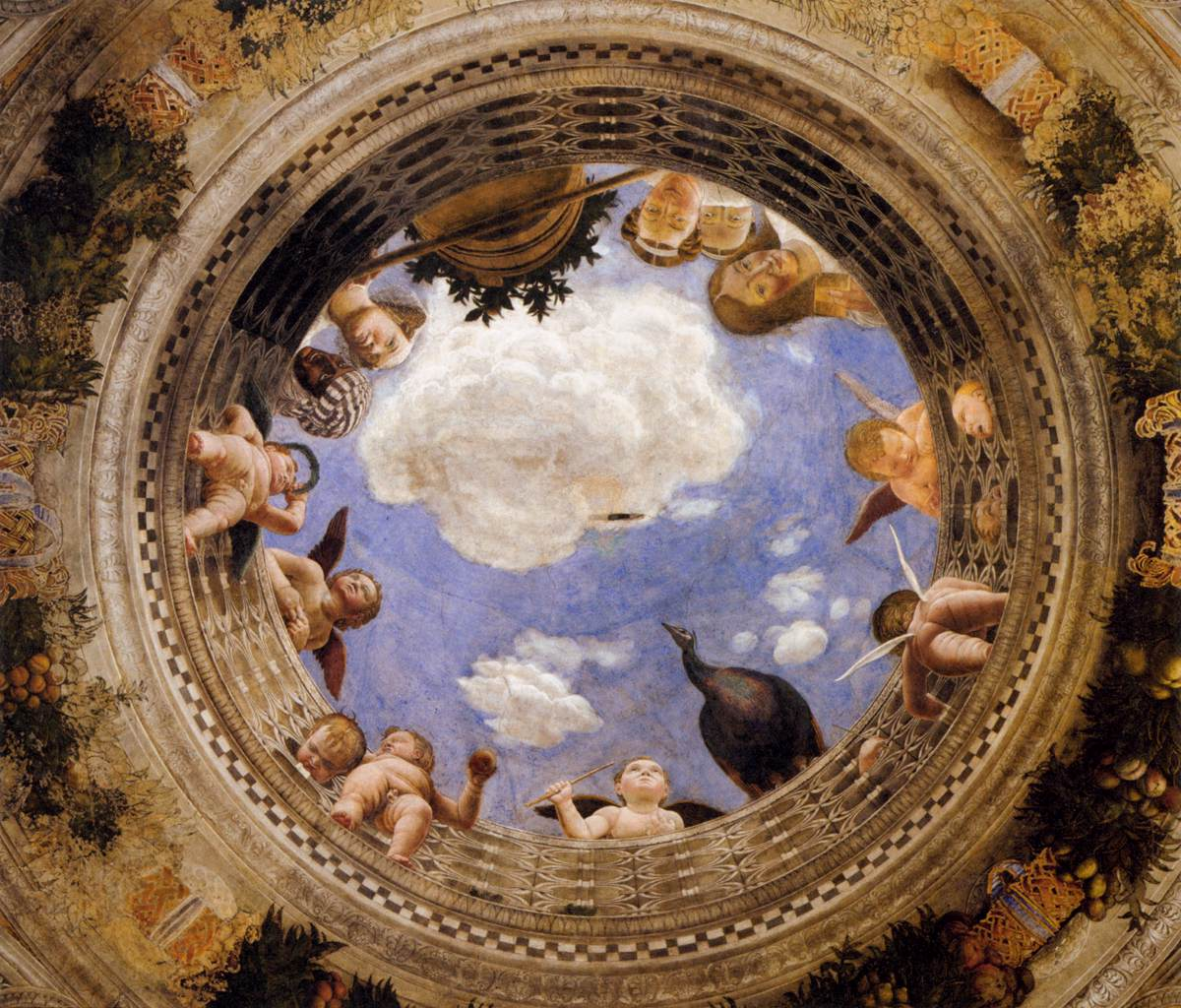
Taket i Brudgemaket har som centralmotiv arkitektur och figurer sett underifrån i stark förkortning, ett tidigt exempel på illusionsmåleri.